# Nubijczycy

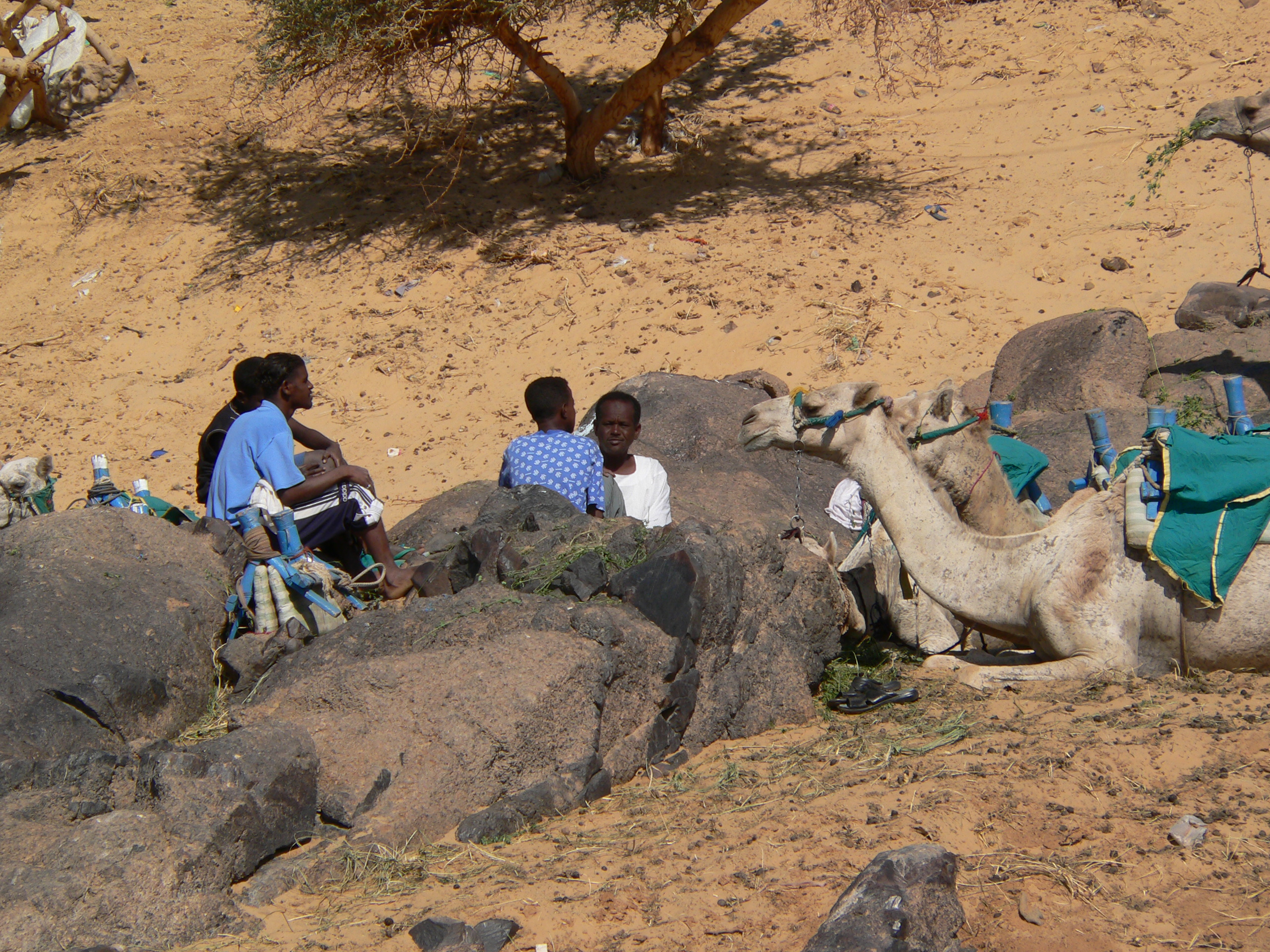
Nubijczycy nad brzegami Nilu

Nubijczycy – lud afrykański zamieszkujący w starożytności rejony od I do V katarakty na Nilu, czyli rejon zwany przez Egipcjan Nubią.
Starożytni Nubijczycy kilkakrotnie podbili Egipt w różnych okresach dziejów tego państwa. Nubia przyjęła chrześcijaństwo w III wieku n.e., jako jedno z pierwszych państw na świecie. Państwo to, ze stolicą w Dongoli, przetrwało do wczesnego średniowiecza, gdy zostało podbite przez Arabów. Ten podbój położył kres istnieniu Nubijczyków jako narodu.
Obecnie Nubijczycy (jako grupa etniczna) zamieszkują tereny południowego Egiptu i północnego Sudanu, przy czym ich sytuacja społeczno-ekonomiczna jest lepsza w Sudanie. Nubijczycy posługują się częściowo językiem nubijskim, rozpadającym się na kilka dialektów, a częściowo lokalnymi dialektami języka arabskiego.